# جاجا شختياني
جاجا شختياني (24 يونيو 1983 بجورجيا - ) هو لاعب كرة قدم جورجي في مركز الهجوم. لعب مع توربيدو كوتيسي ومكابي نتانيا ونادي تشيخورا ساتشخيره ونادي دينامو باتومي ونادي زستافوني ونادي ميتالورغي روستافي وHapoel Nir Ramat HaSharon F.C. ‏ وسقصيا نيس زيونا ‏ وFC Sulori Vani ‏ وFC Merani Martvili ‏ وهبوعيل كفار سابا ‏ وMaccabi Be'er Sheva F.C. ‏.

## روابط خارجية
- جاجا شختياني على موقع قاعدة بيانات كرة القدم.إي يو (الإنجليزية)
- جاجا شختياني على موقع Soccerway.com (الإنجليزية)